# Jakon
Jakon A/S er en dansk virksomhed indenfor byggeri og håndværk, som har kompetencer indenfor: Byggestyring og entreprise; snedkeri; akustik & inventar; industrilakering; glasvægsystemer. De har hovedkvarter i Ballerup med fem afdelinger på Sjælland. 
I 2024 havde Jakon ca. 400 ansatte. Deres årsomsætning var i 2024 på 1,137 mia. kroner. Virksomheden blev etableret i 1978 af Stein Vinstrup Pettersen. I dag er virksomheden ejet af Stein Vinstrup Pettersen og familie igennem holdingselskabet F. Pettersen Holding.